# Ogle County
Ogle County är ett county i delstaten Illinois, USA. År 2010 hade countyt 53 497 invånare. Den administrativa huvudorten (county seat) är Oregon.

## Geografi
Enligt United States Census Bureau har countyt en total area på 1 976 km². 1 966 km² av den arean är land och 10 km² är vatten.

### Angränsande countyn
- Winnebago County - nord
- Boone County - nordost
- Stephenson County - nordväst
- DeKalb County - öst
- Carroll County - väst
- Lee County - syd
- Whiteside County - sydväst

### Orter
- Byron
- Grand Detour
- Hillcrest
- Oregon (huvudort)
- Polo
- Rochelle